# 彭慧胜
彭慧胜（1976年7月—），男，湖南邵阳人，中国高分子化学家，复旦大学高分子科学系主任，教授、博士生导师，中国科学院院士。